# افروسینه دوکانیا کاماترا
افروسینه دوکانیا کاماترا (یونانی: Ευφροσύνη Δούκαινα Καματερίνα ή Καματηρά؛ ح. 1155 – 1211) همسر آلکسیوس سوم و ملکه امپراتوری بیزانس تا ۱۲۱۱ میلادی بود.